# Meliorchis
Meliorchis caribea
Genre
Espèce
Classification phylogénétique
Meliorchis caribea est une espèce éteinte de plantes à fleurs de la famille des orchidées. Elle appartiendrait à la sous-tribu des Goodyerinae. C'est la seule espèce du genre Meliorchis.
Elle date du Miocène inférieur à moyen, des étages Burdigalien et Langhien, soit il y a environ entre 20,4 et 13,8 Ma (millions d'années).
Elle n'est connue que par une pollinie (petit globule contenant le pollen chez les orchidées) découverte attachée à une aile d'abeille sans dard (Proplebeia dominicana) piégée dans de l'ambre dominicain (ambre de la République dominicaine).